# Mémorial Dwight D. Eisenhower
Le mémorial Dwight D. Eisenhower (en anglais : Dwight D. Eisenhower Memorial) est un mémorial présidentiel situé à Washington, honorant le commandant de la Supreme Headquarters Allied Expeditionary Force (SHAEF) en Europe lors de la Seconde Guerre mondiale et 34e président des États-Unis Dwight D. Eisenhower. Il se trouve au sud de la National Mall.
Le mémorial est situé dans une place aux allures de parc urbain, avec de grandes colonnes encadrant une grande tenture en maille représentant le site du débarquement de Normandie, et des sculptures et des bas-reliefs disposés dans le parc. L'architecte Frank Gehry a conçu le mémorial et Sergey Eylanbekov a sculpté les statues en bronze d'Eisenhower dans divers contextes. Tomas Osinski et Nicholas Benson y ont aussi participé.
Le projet de mémorial remonte officiellement au 25 octobre 1999 mais il a subi de nombreuses évolutions qui ont retardées son approbation finale. La cérémonie d'inauguration était initialement prévue pour le 8 mai 2020 pour le 75e anniversaire du 8 mai 1945 (victoire alliée en Europe), mais a été reportée au  17 septembre 2020 en raison de la pandémie de Covid-19.

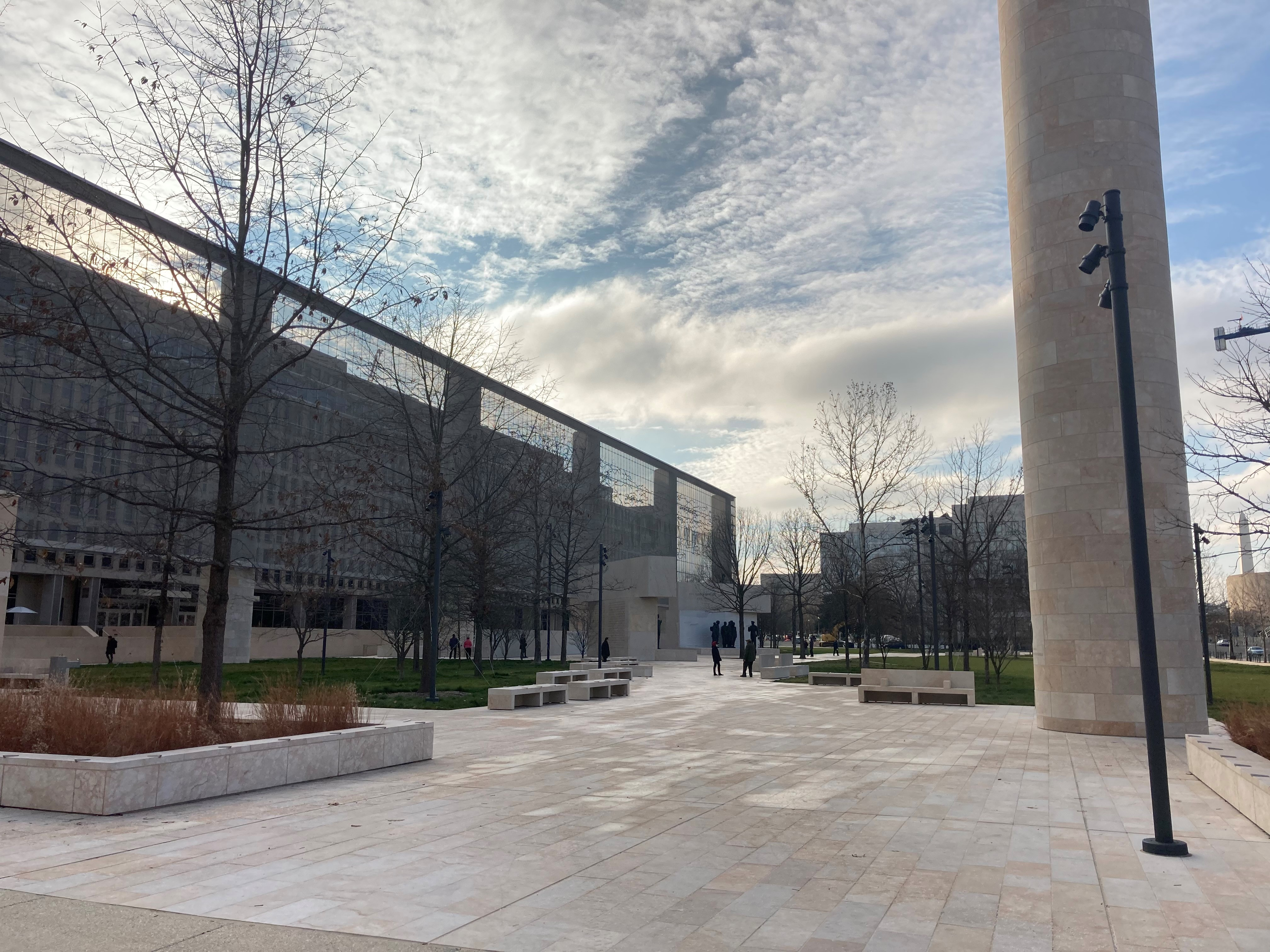
Mémorial Dwight D. Eisenhower.

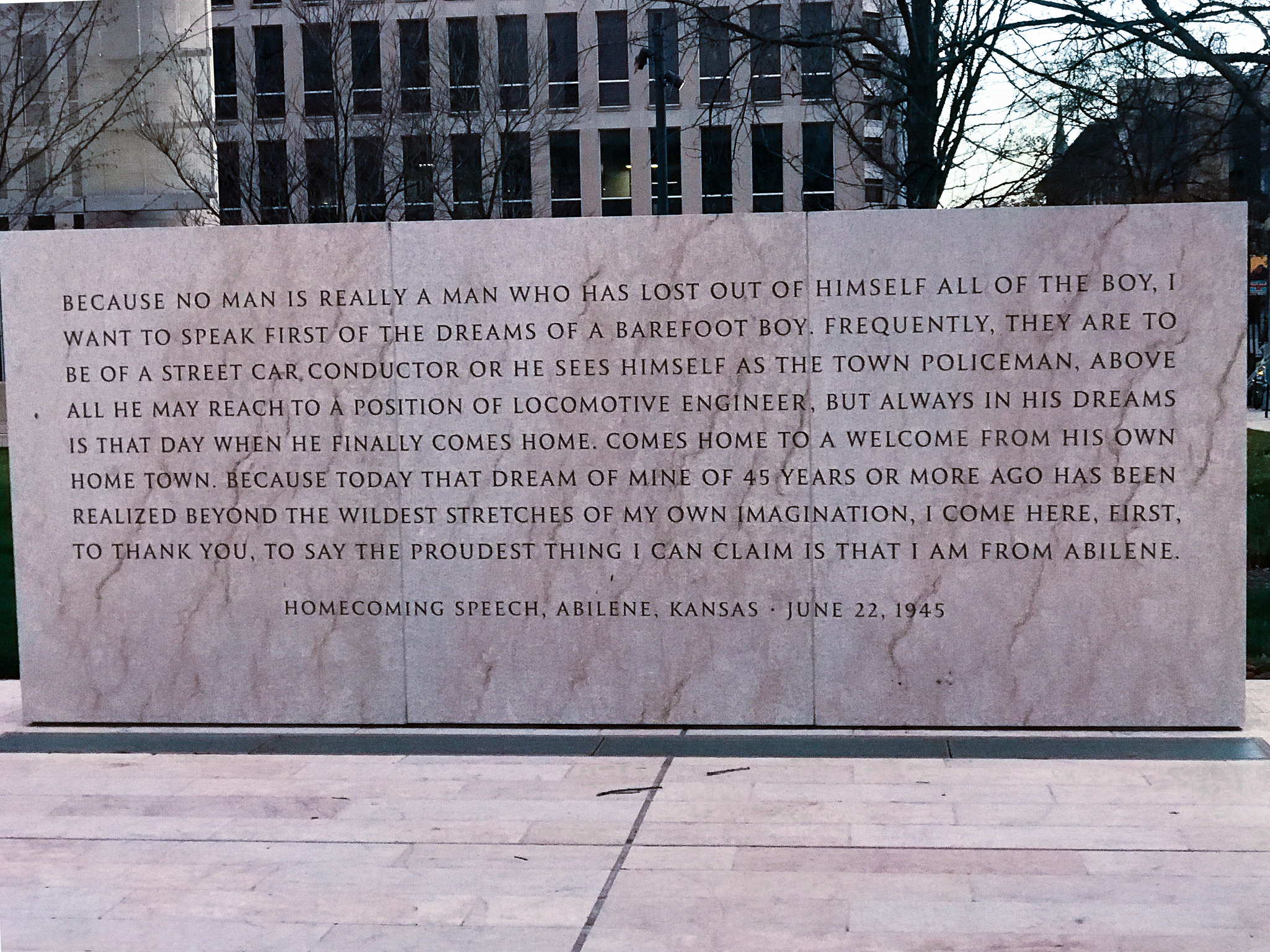
Une des inscriptions du mémorial Dwight D. Eisenhower.